# James Spaniolo

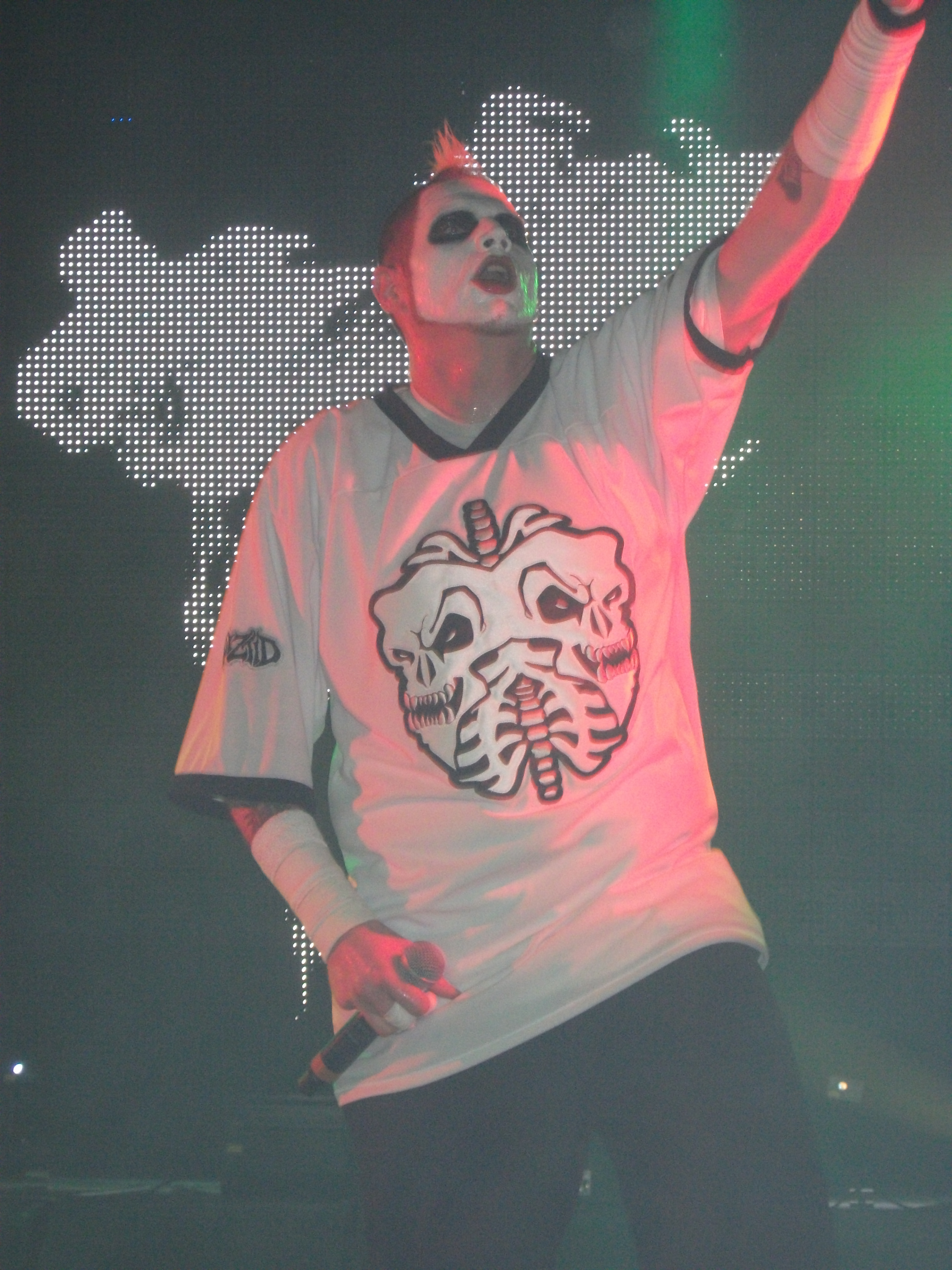

James Spaniolo (nacido el 5 de noviembre de 1975), más conocido como Jamie Madrox del grupo Twiztid, y anteriormente de House of Krazees, es un rapero de Detroit, Míchigan.

## Alias
- Mr. Bones
- Big Stank
- Lil' Shank
- The Multiple Man
- Phatso
- Big Grim Tim
- Super Jamie
- Batman
- Madrox
- Sexy

## Grabaciones en solitario
- The Demon Inside 1994 (como Mr. Bones)

- Sacrifice 1995 (como Mr. Bones)

- Phatso (Para mayo de 2006)

- Datos: Q428852